# Okres Wałcz
Okres Wałcz (polsky Powiat wałecki) je okres v polském Západopomořanském vojvodství. Rozlohu má 1415,95 km² a v roce 2023 zde žilo 50 204 obyvatel. Sídlem správy okresu je město Wałcz.

## Gminy
Městská:
- Wałcz

Městsko-vesnické:
- Człopa
- Mirosławiec
- Tuczno

Vesnická:
- Wałcz

## Města
- Człopa
- Mirosławiec
- Tuczno
- Wałcz

## Sousední okresy
| Růžice kompasu | Drawsko            | Drawsko            | Złotów       | Růžice kompasu |
| Růžice kompasu | Choszczno          | Sever              | Piła, Złotów | Růžice kompasu |
| Růžice kompasu | Choszczno          | Okres Wałcz        | Piła, Złotów | Růžice kompasu |
| Růžice kompasu | Choszczno          | Jih                | Piła, Złotów | Růžice kompasu |
| Růžice kompasu | Strzelce-Drezdenko | Czarnków-Trzcianka | Piła         | Růžice kompasu |